# Свербіжниця

Свербіжниця (Knautia) — рід квіткових рослин родини жимолостевих. Назва Knautia походить від німецьких ботаніків 17-го століття, докторів. Крістофа і Крістіана Кнаутів . 

## Окремі види
- Свербіжниця польова (Knautia arvensis)
- Свербіжниця каринтська (Knautia carinthiaca)
- Свербіжниця лісова (Knautia dipsacifolia)
- Knautia drymeia
- Knautia kitaibelii
- Свербіжниця довголиста (Knautia longifolia)
- Свербіжниця македонська (Knautia macedonica)
- Knautia maxima
- Knautia norica
- Knautia persicina